# Monreal de Ariza
Pour les articles homonymes, voir Monreal (homonymie) et Ariza (homonymie).
Monreal de Ariza est une commune d’Espagne, dans la province de Saragosse, communauté autonome d'Aragon comarque de Comunidad de Calatayud.